# Jhang (distrikt)

Karta av Punjab, med Jhang i orange.

Jhang, (urdu: ضلع جھنگ) är ett distrikt i pakistanska provinsen Punjab. Admininstrativ huvudort i distriktet är Jhang.

## Administrativ indelning
Distriktet är indelat i tre Tehsil.
- Chiniot
- Shorkot
- Ahmad Pur Sial